# Conrado de Altstetten

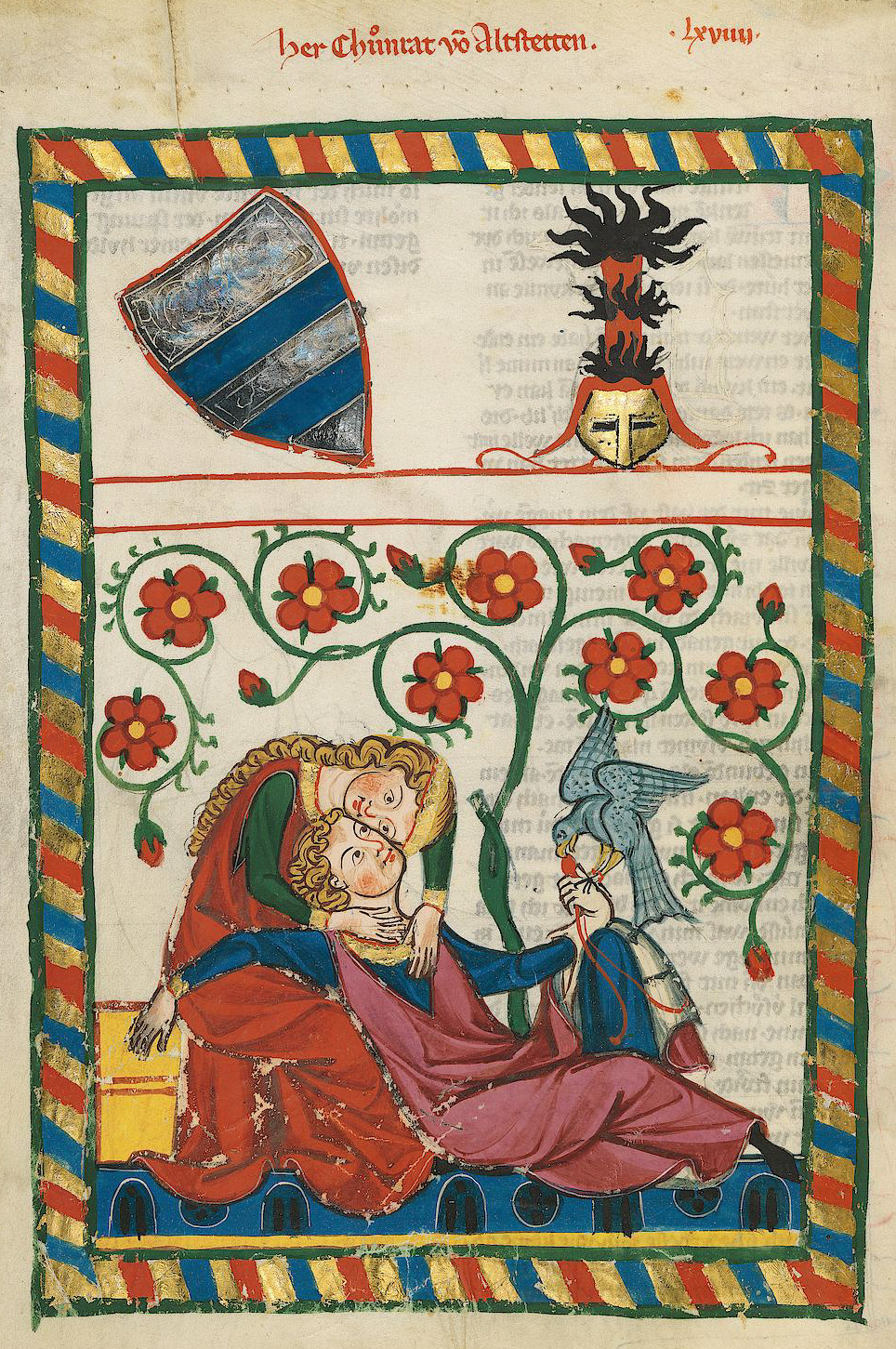
Her Chůnrat võ Altstetten, com seu falcão, no abraço de sua amante. Do Códice Manesse (c. 1304).

Conrado de Altstetten (em alemão: Konrad von Altstetten; fl. 1320-1327) foi um pequeno nobre alemão e poeta lírico do alto-alemão médio na tradição Minnesang (amor cortês). Pertencia a uma família de vassalos da Abadia de São Galo, com sede em Altstätten. Sua poesia, de estilo leve, foi influenciada por Godofredo de Neifen. Três de suas canções estão preservadas no Codex Manesse.

## Vida
Conrado pertencia a uma família de ministeriales (ou Dienstmannen, isto é, vassalos não-livres) da Abadia de São Galo. O centro da família era o antigo castelo de Altstätten no Oberrheintal (hoje parte da Suíça). A família é atestada entre 1166 e 1436. A linha mais jovem que ocupou o Meieramt (administração) de Altstätten depois de 1279. Existem vários Konrads conhecidos na família. Um cavaleiro chamado Konrad von Altstetten é atestado em 1235 e um padre em 1268, mas é geralmente aceito que o poeta é o Meier (mordomo) mencionado em alguns documentos.
O pai de Conrado chamava-se Walther (fl. 1280–1316). Ele tinha irmãos mais novos chamados Rudolf, Dietrich e Walther. As datas exatas da gestão de Konrad não são conhecidas. Em 1320, ele e Rudolf testemunharam um documento emitido pelo abade Hiltbold. Em 1327, o abade empenhou-lhe os lucros da justiça (receitas das custas judiciais) do tribunal eclesiástico de Altstätten. Em um documento de 1334, o irmão de Konrad, Walther, é mencionado como mordomo, o que significa que Konrad provavelmente havia morrido. Em 1338, o castelo de Altstätten foi destruído num conflito entre o administrador e a cidade de Constança e seus aliados. Em 30 de janeiro de 1341, Walther reuniu-se com representantes das cidades para garantir a paz. Em 1372, os três sobrinhos de Konrad, Christoffel, Rudolf e Hermann, filhos de seu irmão Rudolf, fizeram uma piedosa doação a São Galo em sua memória.

## Obras
A poesia de Konrad tem estilo leve e mostra a influência de Godofredo de Neifen. Sua língua, porém, pertence à geração posterior de Johannes Hadlaub, ativa no início do século XIV. Três de suas canções, num total de treze estrofes, estão preservadas em um único manuscrito, o Codex Manesse. Todas as três parecem ser danças:
- Ich hân mîn herze[4]/Loblied der Libstein ("Canção de Louvor aos Amados")[5]
- Wol dem meien, wol der wunne[4]
- Der sumer hat den meien[4]

No Codex Manesse, há uma ilustração de Conrado segurando um falcão caçador e reclinado nos braços de sua amante sob uma roseira. Representa a pose mais íntima nas ilustrações do códice e certamente reflete a intimidade das letras. Acima e à esquerda está uma representação do brasão de Conrado. Ao contrário de outros membros de sua família, Konrad não usou seu brasão em seu selo. Exemplos sobreviventes de seu selo mostram um capacete com três penachos, que é retratado no canto superior direito da ilustração do Codex Manesse.
Enviei meu coração a minha amada; 

Porque a dor do anseio

Nunca o vê como roubado,

A menos que a graça me dê a escolhida.

Sou somente daquilo que me conquista.

Vai, Imperatriz,

Para minha graça,

Que o teu amor

Alivia as minhas queixas;

Deixa-me alegrar-me com teu amor e bondade. 

Isso, na minha opinião, faz desaparecer a dor.

Quem, então, se voltará para mim?

A tristeza em minha mente,

Não queres que isso acabe?

Com bondade feminina,

Tu, de quem me lembro à noite, e pela manhã vivo em pesar,

Eu reclamo como sempre.

Não deveria eu olhar para ela?

Isso aumenta meu sofrimento;

Não gosto de olhar para outras mulheres.

Nenhum outro rosto brilhou tão maravilhosamente; 

Nenhuma estrela pisca,

Ou brilha mais pura no lago,

Nunca vi uma flor no degelo mais linda 

Do que ela, minha esposa.

A ela canto glória!